# Верин (Приморская Шаранта)
Вери́н (фр. Vérines) — коммуна во Франции, находится в регионе Пуату — Шаранта. Департамент коммуны — Шаранта Приморская. Входит в состав кантона Ла-Жарри. Округ коммуны — Ла-Рошель.
Код INSEE коммуны — 17466.

## Население
Население коммуны на 2010 год составляло 1987 человек.
| 1962 | 1968 | 1975 | 1982 | 1990 | 1999 | 2010 |
| ---- | ---- | ---- | ---- | ---- | ---- | ---- |
| 758  | 729  | 785  | 1022 | 1166 | 1375 | 1987 |